# Ring (Europe)
Le Ring est un espace proposé par Roger Brunet en 1998 et regroupant les villes de Londres, du Randstad hollandais, Düsseldorf, Cologne, Francfort, Stuttgart, Zurich, Bâle et Paris.

## Configuration

### Configuration interne
Il correspond à peu près au centre des capitales défini par la Commission européenne dans son rapport 2000+ qui se structure autour de Bruxelles, Strasbourg et le Luxembourg. Selon Brunet, il devrait « exister un axe de communication « structurant » de Strasbourg à Bruxelles ».

### Configuration externe: les périphéries
Roger Brunet y inclut deux périphéries : une périphérie ancienne incluant Berlin, Vienne, le nord de l'Italie, la région de Bordeaux et Dublin ; et une seconde périphérie incluant Madrid, Rome et Stockholm.

## Sources

## Compléments